# Bosses (Einheit)
Bosses war ein Schweizer Flächenmaß und eine Bezeichnung für das Maß Morgen in den französischsprachigen Kantonen. Es gehört zu den Aussaatmaßen. Mit einer vorgegebenen Menge Saatgut kann eine bestimmte große Ackerfläche bestellt werden.
Die Saatgutmenge war für Bosse:
- 1 Metzen (Wiener = 61,49 l) plus 23 Maßl (Wiener = 3,84 l) = etwa 150 Liter (149,81 Liter)

und die Fläche war
- 1 Bosses = 1,29 Morgen (Preuß.)[1]= 912 Quadrat-Klafter (Wiener = 3,597 m²) = etwa 3280,5 Quadratmeter

- - Beachte: Bosse ist ein Schweizer Volumenmaß.